# Stjärnholms skulpturpark

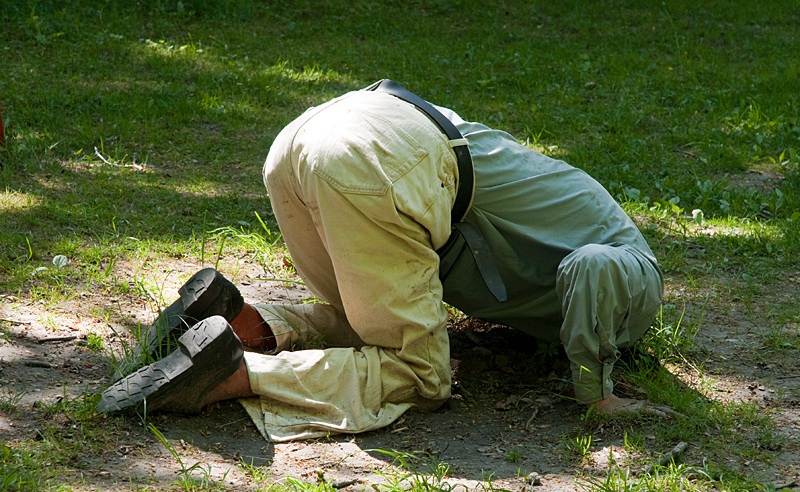
Anja Perssons och Tomas Boströms Man är.

Stjärnholms skulpturpark är en skulpturutställning belägen i parken vid Stjärnholms stiftsgård.
Stjärnholms skulpturpark ligger omkring fem kilometer nordväst om Oxelösund och omfattar närmare 40 skulpturer på temat Tro, hopp och kärlek.

## Fotogalleri

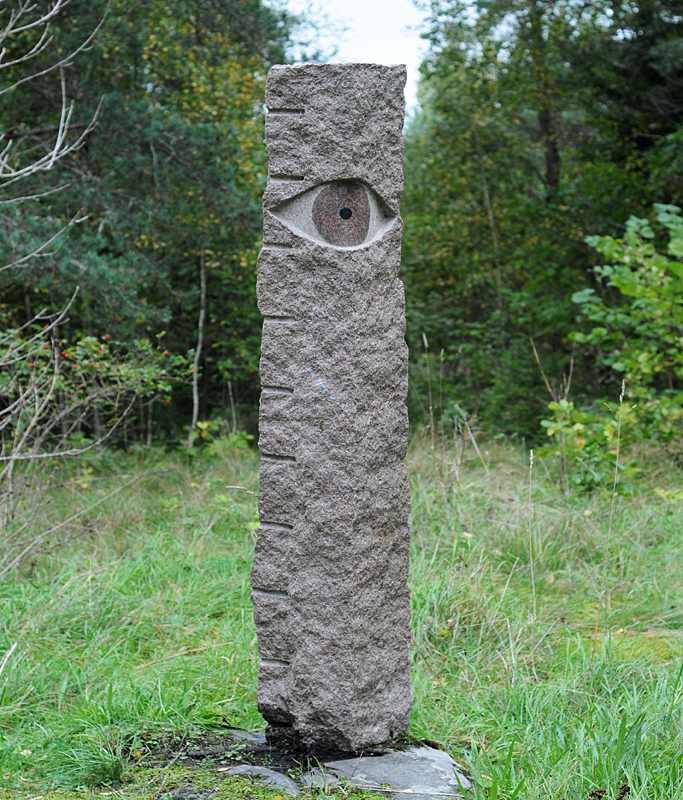
Det vakande ögat, Bo Lundgren och Tomas Samuelsson.
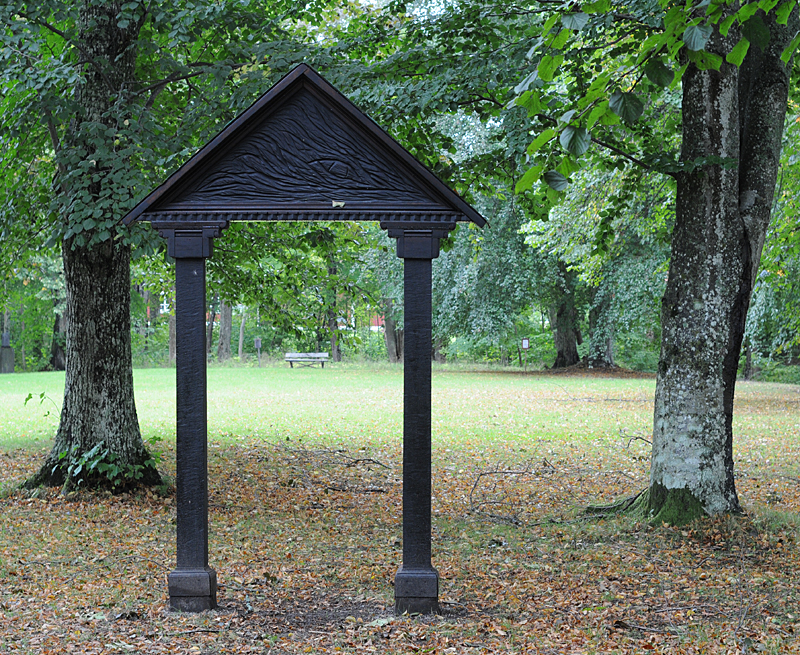
En hyllning och kärlek till naturen, Nils Bertil Malmberg.
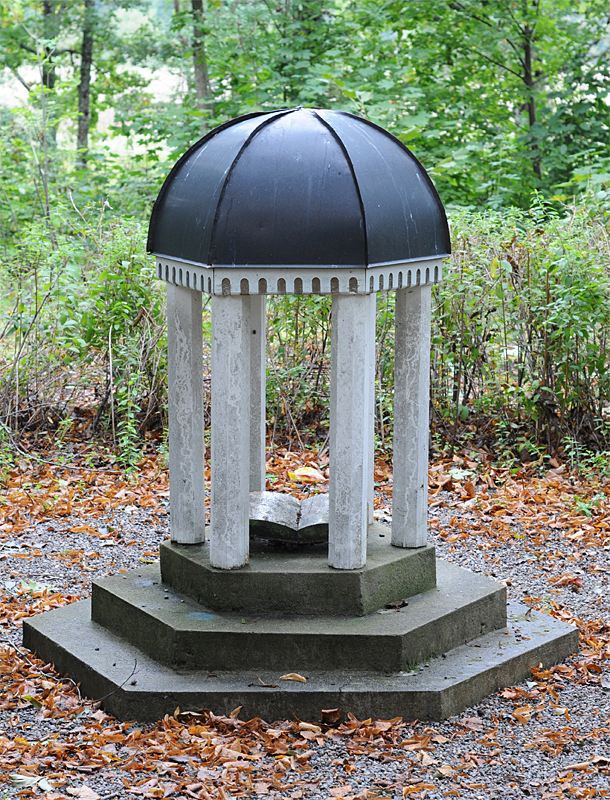
Framtiden, Ulf Lindqvist.
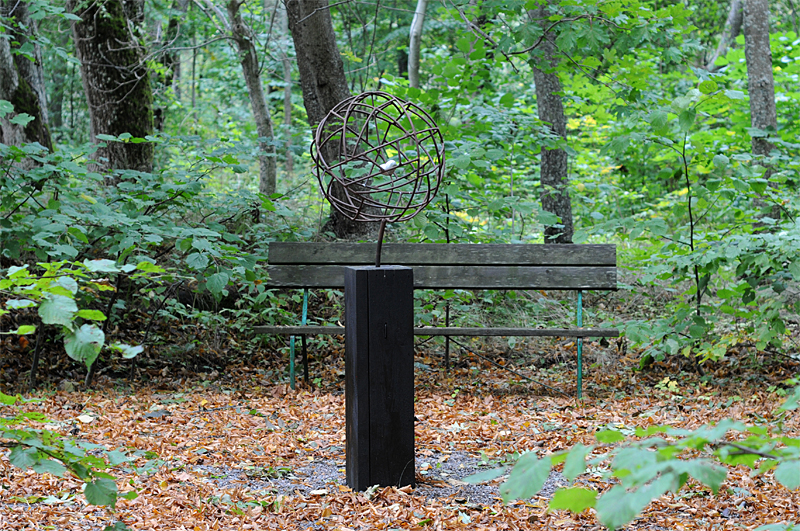
Global kärlek, Mervi Kiviniemi.
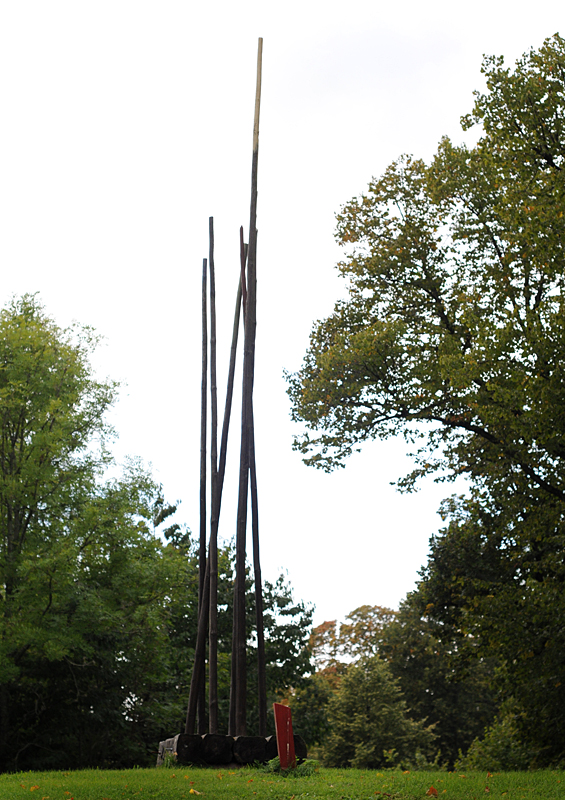
Höj blicken, Annika Lind.
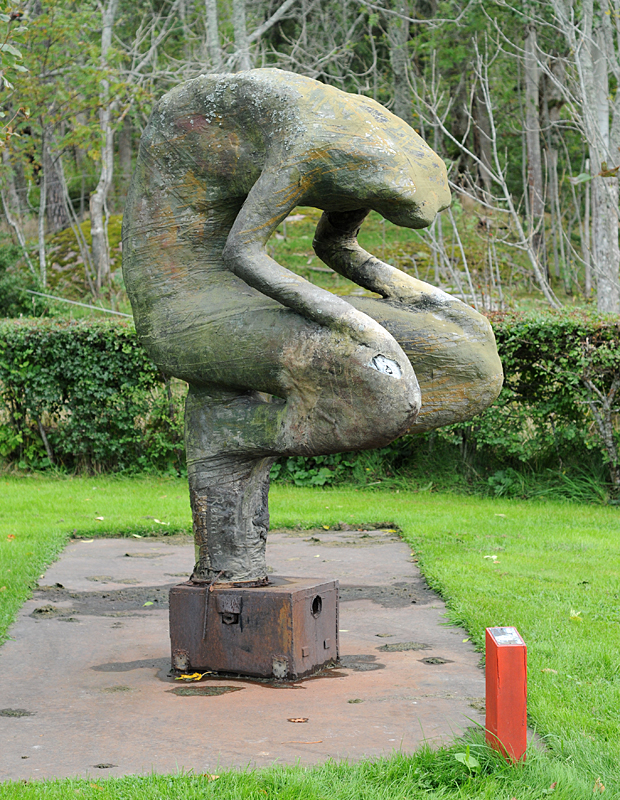
Grubblaren, Rebin Haydari.
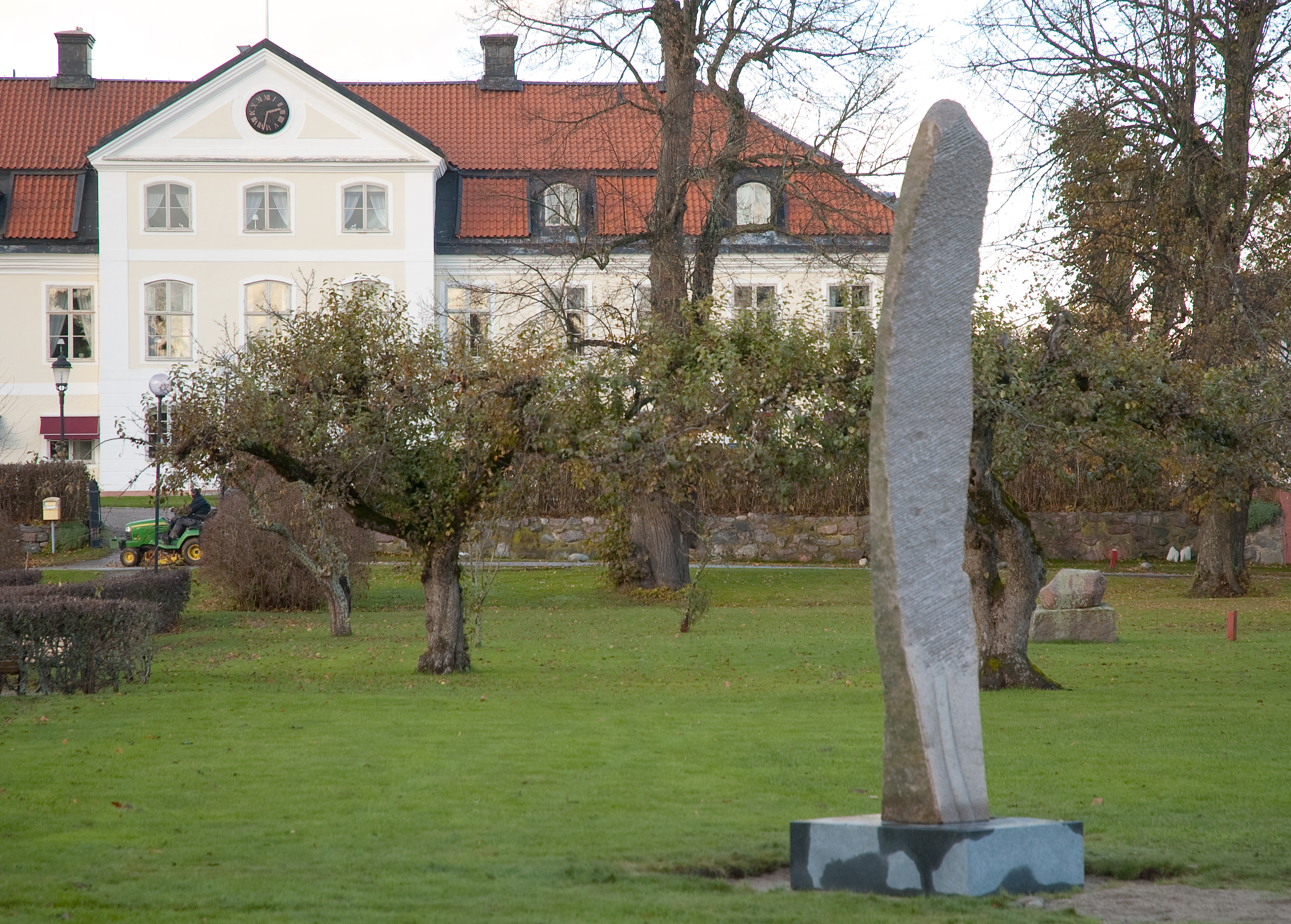
Ärkeängeln Gabriels fjäder, Peter Dewoon.